# Logroño (stacja kolejowa)
Logroño – stacja kolejowa w Logroño, w regionie La Rioja, w Hiszpanii. Znajdują się tu 2 perony.